# Жорж Лекуант (веслувальник)
Жорж Лекуант (фр. Georges Lecointe, 6 серпня 1897 — 4 січня 1932) — французький академічний веслувальник.
Срібний призер Олімпійських Ігор 1924 року в складі розпашної четвірки зі стерновим.